# Katmandú
Katmandú (en nepalí: काठमाडौँ) (escuchaⓘ) es la capital y mayor ciudad de Nepal. Tiene una población de 1 003 285 habitantes, según censo de 2013. Situada en el valle del mismo nombre en Nepal central, en las cercanías del río Bisnumati, a una altitud de 1317 m s. n. m.
La ciudad antigua se caracteriza por la gran cantidad de templos y palacios budistas e hinduistas, la mayoría de ellos del siglo XVII. Muchos de estos monumentos han sido por desgracia dañados por terremotos y la contaminación. En el valle de Katmandú se encuentran siete sitios clasificados por la Unesco como Patrimonio de la Humanidad.
Es sede de la Asociación Sudasiática para la Cooperación Regional (ASCR) mejormente conocida como SAARC en inglés, South Asian Association for Regional Cooperation.

## Historia
Las exploraciones arqueológicas indican que Katmandú y otras dos aldeas hermanas en el mismo valle son los pueblos más antiguos de la zona, que datan de la época entre el 167 a. C. y el año 1 d. C.
Las excavaciones que se han llevado a cabo en Hadigaon y Lubhu, en la parte sur del valle, han descubierto paredes de ladrillos y herramientas del Neolítico.
Las inscripciones más antiguas en el Valle de Katmandú datan del año 185 d. C. En 1992, unos obreros que estaban cavando una zanja para construir los cimientos de una casa en Maligaon (un barrio en el este de Katmandú) descubrieron una estatua tamaño natural (171 × 49 cm) de un varón de pie esculpido en piedra arenisca, dentro del estilo Kushan.
La escultura había sido donada por un rey Licchavi o Pre-licchavi, llamado Jaya Varman, con una inscripción en el pedestal. Aunque se desconoce la identidad de la escultura, se cree que puede ser el propio rey. Es la inscripción más antigua en el valle de Katmandú. La inscripción de la escultura dice claramente samvat 107 que corresponde muy posiblemente al 185 d. C.; lo que retrocede la documentación epigráfica del reinado en el valle de Katmandú unos tres siglos antes de lo que se creía.
Los Kirats fueron los primeros gobernantes conocidos del valle y los restos de un palacio construido por ellos se encuentran en Patan, cerca de Hiranyavarna Mahavihara.
La dinastía Licchavi, cuyas inscripciones datan del año 464 d. C., fueron los siguientes gobernantes. La dinastía Malla, constituida por regentes Newar, gobernaron desde el siglo XII hasta el XVII, cuando el fundador de la dinastía Shah, Prithvi Narayan Shah, conquistó el valle y creó el Nepal que conocemos hoy en día.
La mayoría de la arquitectura existente en Nepal es de los períodos Malla y Newar.
La ciudad de Katmandú recibe su nombre de una estructura en la plaza de Durbar, llamada Kaasthamandap. Este templo fue construido en el año 159 d. C. por el rey Laksmi Narsingh Malla. Está construido enteramente con madera sin ningún clavo de hierro o soporte de ningún tipo. Una leyenda indica que la madera necesaria fue obtenida de un único árbol.

### Historia antigua
La historia antigua de Katmandú se basa en la mitología. Según Swayambhu Purana, Katmandú fue una vez un lago llamado Nagdaha. El lago fue drenado por Manjushree, que estableció una ciudad llamada Manjupattan e hizo de Dharmakar el gobernante de la tierra.
Gopalraj Vansawali, una genealogía de los reyes de Nepal, dice que gopalas, Mahispalas, Aabhirs y Kiratas había gobernado el valle de Katmandú antes de que Lichchavis lo gobernara. Muy pocos registros históricos de esta época existen.

### Historia medieval
Durante esta época, Katmandú fue gobernada por Licchavis y Mallas. La ciudad creció en gran parte durante este tiempo. La mayoría de los templos históricos, monasterios y edificios fueron construidos durante esta época. La ciudad sirvió como un punto de tránsito importante en la trans-Himalaya comercio entre la India y China. Durante la era Lichchavi, hubo dos asentamientos en nuestros días Katmandú llamado Koligram (Yambu / Thane) y Dakshin Koligram (Yengal / Kone), que se fusionaron por Gunakamadeva para formar una ciudad con forma de espada de Manjushri. La ciudad estaba rodeada por ocho cuarteles custodiados por Ajimas. Descripciones de edificios como Managriha, Kailaskut Bhawan, Bhawan Bhadradiwas se han encontrado en las revistas de los viajeros y de los monjes de la época. Famoso viajero chino Xuanzang del siglo séptimo había descrito sobre Kailaskut Bhawan, el palacio del rey Lichchavi Anshuvarma, en sus viajes.
Lichchavi época fue seguida por la era Malla. Durante la era Malla tarde, el valle de Katmandú consistió en cuatro ciudades fortificadas, a saber Kantipur, Lalitpur, Bhaktapur y Kirtipur, que sirvió como las capitales de Malla confederación de Nepal. Estos estados compitieron entre sí en las artes, la arquitectura, la estética y el comercio que se tradujo en el desarrollo masivo. El pueblo-los Newar habitantes indígenas del valle de Katmandú-llegó a caracterizar a la mayoría de las formas de arte durante este tiempo, tanto en el valle ya lo largo de la cordillera del Himalaya mayor. Muy solicitado, que viajó extensivamente a través de Asia, creando arte religioso para sus vecinos, como en el caso de Araniko y el grupo de artistas que llevaron al Tíbet y China. Los propios reyes estuvieron directamente involucrados o influenciados construcción de edificios públicos, plazas, templos, spourts agua, la institucionalización de los fideicomisos (llamado guthis ), la codificación de las leyes, la escritura de obras de teatro, orquestación de obras de teatro en las plazas de la ciudad. El influjo de las ideas de la India, Tíbet, China, Persia, Europa, entre otros se pueden encontrar en una inscripción de piedra del rey Pratap Malla. Varios libros relacionados con tántrico tradición (por ejemplo Tantrakhyan), medicamentos (por ejemplo, Haramekhala), la religión (egMooldevshashidev), diccionario (por ejemplo Amarkosh), el derecho, la moral, la historia, etc se han encontrado de esta era. Importantes edificios arquitectónicos de esta época son Kathmandu Durbar Square, Patan Durbar Square, Bhaktapur Durbar Square, el ex durbar de Kirtipur, Nyatapola, Kumbheshwar, Krishna templo, etc.

### Edad Moderna
La terminación de Malla como confederación por el reino Gorkha marca el comienzo de la era moderna. Katmandú fue constituyéndose como la capital del imperio Gorkha, y el propio imperio fue apodado como Nepal. Durante la primera fase de esta época, Katmandú continuó con su cultura. Los nuevos edificios de arquitectura nepalí, como la torre de nueve pisos de Basantapur, fueron construidos durante esta época. El comercio disminuyó durante esta época debido a las continuas guerras con las naciones vecinas. La alianza de Bhimsen Thapa con Francia contra Gran Bretaña llevó al desarrollo de las modernas estructuras militares, como el cuartel moderno de Katmandú. El cambio en la política antibritánica en favor de estos durante el régimen de Rana, vio el primer desarrollo de la arquitectura occidental en Katmandú. Los edificios más destacados de esta época son Singha Durbar, Kaisar Mahal, Shital Niwas, el antiguo palacio Narayanhiti, etc. New Road fue la primera calle comercial moderna construida durante esta época.
El asteroide (6340) Kathmandu descubierto en 1993 fue nombrado en su honor.

## Geografía
La ciudad está situada en la parte noroeste del valle de Katmandú. Tiene una superficie de 50,67 km² (19,56 sq mi). La altitud media es de 1350 metros (4430 pies) sobre el nivel del mar. La ciudad está limitada por el Lalitpur Sub-metropolitana City en el sur, Municipio Kirtipur en el suroeste, municipio Madyapur Thimi en este y diferentes comités de desarrollo de aldea de Katmandú, en el norte, el oeste y el nordeste.
Ocho ríos fluyen a través de la ciudad, de los que el Bagmati, Bishnumati, Dhobikhola, Manohara, Hanumant y Tukucha son predominantes. Las montañas en donde se originan los ríos se encuentran en el rango de elevación de 1500-3000 metros (4900-9800 pies) y hay pases que facilitan el acceso desde y hacia Katmandú y su valle. Cae en la región central de desarrollo y es la sede de la región.

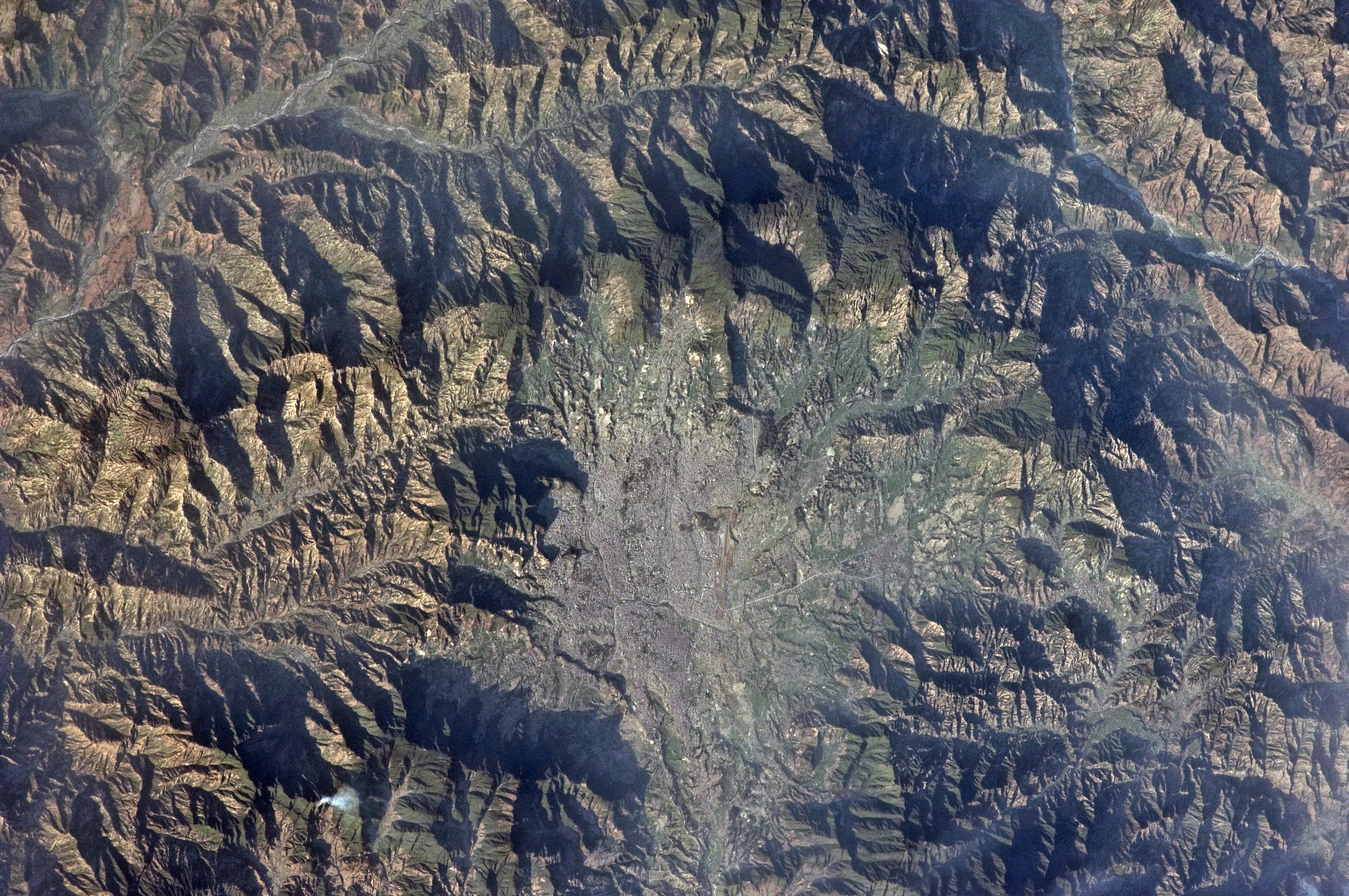
Vista de Katmandú desde el espacio

El río Bagmati se origina en Bagdwaar, también conocida como bolsa de Tiger o Puerta Dwar. El agua fluye a través de una gárgola con forma de boca de un tigre en las colinas del norte del valle de Katmandú unos quince kilómetros al noreste de Katmandú, donde tres vapores se juntan. Los arroyos de montaña caen en cascada sobre rocas convirtiéndose en un gran río que fluye con rapidez, con una alta carga de sólidos en suspensión, dando al río un aspecto gris y dotándole de un revestimiento en la parte inferior con un limo gris de la harina glacial. El Bagmati fluye hacia el suroeste durante unos diez kilómetros a lo largo del valle de Katmandú, que es predominantemente de arroz en terrazas empanadas hasta las pistas. Hay un número de estratos de roca que interrumpen el flujo hacia el valle, entre ellos el afloramiento sobre el que el templo de Pashupatinath se construye. Antes de pasar el templo, el río fluye hacia el sur a través de la llanura donde se une con el río más grande Manohara y se vuelve hacia el oeste. Después de entrar en la ciudad el Bagmati es acompañado por una serie de afluentes, especialmente el Dhobi Khola y las aguas residuales cargadas de Tukucha Khola.
La vegetación natural está determinada por las condiciones climáticas, y en consecuencia cinco zonas de vegetación se han definido para Nepal, de las cuales Katmandú y su caída en el valle del Monzón son zona forestal de hoja caduca (rango de altitud de 1,200-2,100 metros (3,900-6,900 pies)). Las especies arbóreas dominantes en esta zona comprenden el roble, olmo, haya, arce y así sucesivamente con los árboles de coníferas en elevaciones más altas.

## Clima
Las condiciones climáticas varían en gran medida por diversos factores geográficos (como topografía y altitud). Se han identificado cinco regiones climáticas principales en Nepal, de los cuales el valle de Katmandú se ubica en la zona templada cálida, en alturas comprendidas entre los 1200-2300 metros (3900-7500 pies), donde el clima es bastante agradable (atípico de la región). A esta zona le sigue la zona templada fresca, con una elevación que varía entre 2100 metros (6900 pies) y 3300 metros (10 800 pies). Según la clasificación climática de Köppen, las partes de la ciudad con menores elevaciones cuentan con una forma leve de clima subtropical húmedo, mientras que las partes de la ciudad con mayor altitud generalmente cuentan con un clima subtropical de tierras altas. En el valle de Katmandú, la temperatura media en verano oscila entre 28-30 °C (82-86 °F); durante la temporada de invierno, la temperatura media es de 10,1 °C (50,2 °F).
La ciudad tiene generalmente un clima saludable con cómodos días calurosos, junto con mañanas y noches frescas. Por lo imprevisible del clima, se espera que durante los meses de invierno las temperaturas se reduzcan a 3 °C (37 °F). Las lluvias del monzón (con alrededor del 65% del total que se concentra durante los meses de junio a agosto) disminuyen sustancialmente (100 cm a 200 cm) desde el este de Nepal hacia el oeste de Nepal. Se ha registrado cerca de 1400 milímetros para el valle de Katmandú y un promedio de 1407 milímetros (55,4 pulgadas) específicamente para la ciudad de Katmandú. El promedio de humedad es de 75%.
| Parámetros climáticos promedio de Katmandú, Nepal                                                                              | Parámetros climáticos promedio de Katmandú, Nepal | Parámetros climáticos promedio de Katmandú, Nepal | Parámetros climáticos promedio de Katmandú, Nepal | Parámetros climáticos promedio de Katmandú, Nepal | Parámetros climáticos promedio de Katmandú, Nepal | Parámetros climáticos promedio de Katmandú, Nepal | Parámetros climáticos promedio de Katmandú, Nepal | Parámetros climáticos promedio de Katmandú, Nepal | Parámetros climáticos promedio de Katmandú, Nepal | Parámetros climáticos promedio de Katmandú, Nepal | Parámetros climáticos promedio de Katmandú, Nepal | Parámetros climáticos promedio de Katmandú, Nepal | Parámetros climáticos promedio de Katmandú, Nepal |
| Mes | Ene.                                              | Feb.                                              | Mar.                                              | Abr.                                              | May.                                              | Jun.                                              | Jul.                                              | Ago.                                              | Sep.                                              | Oct.                                              | Nov.                                              | Dic.                                              | Anual                                             |
| --- | ------------------------------------------------- | ------------------------------------------------- | ------------------------------------------------- | ------------------------------------------------- | ------------------------------------------------- | ------------------------------------------------- | ------------------------------------------------- | ------------------------------------------------- | ------------------------------------------------- | ------------------------------------------------- | ------------------------------------------------- | ------------------------------------------------- | ------------------------------------------------- |
| Temp. máx. abs. (°C) | 26.5                                              | 28.3                                              | 33.3                                              | 35.0                                              | 36.1                                              | 37.2                                              | 32.8                                              | 33.3                                              | 33.3                                              | 33.3                                              | 29.4                                              | 28.3                                              | 37.2                                              |
| Temp. máx. media (°C) | 19.1                                              | 21.4                                              | 25.3                                              | 28.2                                              | 28.7                                              | 29.1                                              | 28.4                                              | 28.7                                              | 28.1                                              | 26.8                                              | 23.6                                              | 20.2                                              | 25.6                                              |
| Temp. media (°C) | 12.6                                              | 15.7                                              | 17.6                                              | 18.5                                              | 21.6                                              | 24.3                                              | 26.4                                              | 25                                                | 23                                                | 18.6                                              | 19.9                                              | 11.1                                              | 19.5                                              |
| Temp. mín. media (°C) | 2.4                                               | 4.5                                               | 8.2                                               | 11.7                                              | 15.7                                              | 19.1                                              | 20.2                                              | 20.0                                              | 18.5                                              | 13.4                                              | 7.8                                               | 3.7                                               | 12.1                                              |
| Temp. mín. abs. (°C) | -2.8                                              | -1.1                                              | 1.7                                               | 4.4                                               | 9.4                                               | 13.9                                              | 16.1                                              | 16.1                                              | 13.3                                              | 5.6                                               | 0.6                                               | -1.7                                              | -2.8                                              |
| Precipitación total (mm) | 14.4                                              | 18.7                                              | 34.2                                              | 61.0                                              | 123.6                                             | 236.3                                             | 363.4                                             | 330.8                                             | 199.8                                             | 51.2                                              | 8.3                                               | 13.2                                              | 1454.9                                            |
| Días de precipitaciones (≥ 1 mm)                                                                                               | 2                                                 | 3                                                 | 4                                                 | 6                                                 | 12                                                | 17                                                | 23                                                | 22                                                | 15                                                | 4                                                 | 1                                                 | 1                                                 | 110                                               |
| Horas de sol | 223                                               | 254                                               | 260                                               | 231                                               | 229                                               | 186                                               | 136                                               | 159                                               | 132                                               | 252                                               | 244                                               | 250                                               | 2556                                              |
| Humedad relativa (%) | 79                                                | 71                                                | 61                                                | 53                                                | 57                                                | 73                                                | 81                                                | 83                                                | 82                                                | 79                                                | 85                                                | 80                                                | 74                                                |
| Fuente n.º 1: Departamento de Hidrología y Meteorología, Organización Meteorológica Mundial (días de precipitación)            |                                                   |                                                   |                                                   |                                                   |                                                   |                                                   |                                                   |                                                   |                                                   |                                                   |                                                   |                                                   |                                                   |
| Fuente n.º 2: Instituto Meteorológico Danés (sol y humedad relativa), Sistema de Clasificación Bioclimática Mundial (extremos) |                                                   |                                                   |                                                   |                                                   |                                                   |                                                   |                                                   |                                                   |                                                   |                                                   |                                                   |                                                   |                                                   |

## Transporte
La longitud total de las carreteras en Nepal era en 2003-04 de 17 182 kilómetros (10 676 millas). Esta red, bastante grande (aunque con conexiones insuficientes para las zonas montañosas) ha contribuido al progreso económico del país en los campos de la agricultura, la horticultura, la industria y el turismo. Dado lo abrupto del terreno, el transporte en Nepal y en Katmandú en particular se hacen principalmente por carretera y por aire, con conexiones ferroviarias limitadas en la región de Terai.
Gracias a los planes de desarrollo quinquenales, la primera carretera de montaña, luego llamada carretera de Tribhuvan, que une Katmandú con Bhaise, a 126 km (78 millas). Fue construida y ampliada aún más hasta Hetauda, Birganj y hasta Raxaul, en la India, a 64 kilómetros (40 millas), (construido por el Gobierno de la India en 1956). Otra carretera a través del Himalaya fue construida en 1963 y une Katmandú con Kodari, a 114 kilómetros (71 millas) (construida por China), y enlaza con el Tíbet. Otra carretera llamada la autopista Prithvi, dentro del país, une Katmandú con el valle de Pokhara a 200 kilómetros (120 millas) (construida por China).

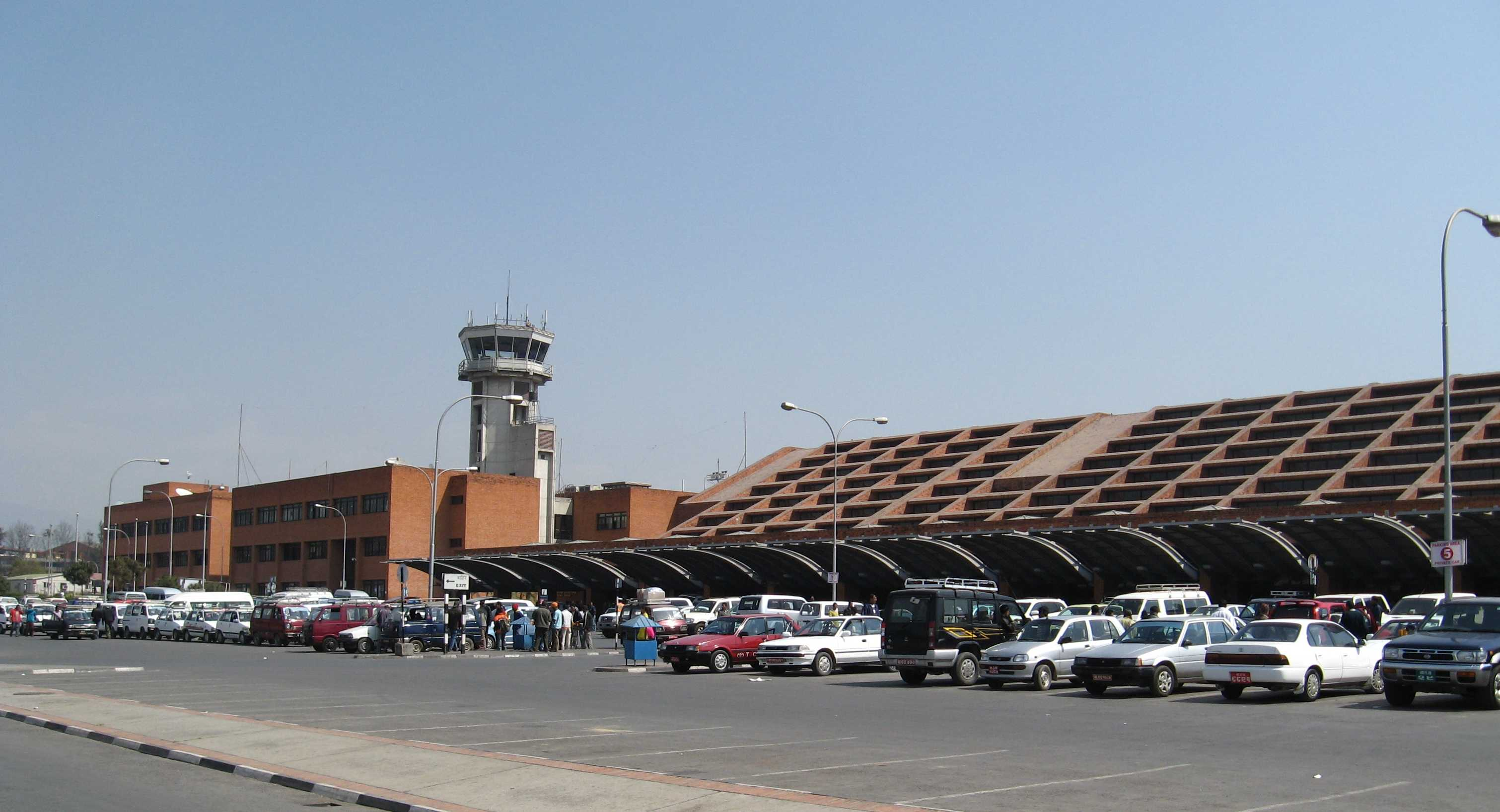
Aeropuerto Internacional de Tribhuvan

El transporte aéreo, el siguiente en importancia en Nepal (país sin salida al mar), también se desarrolló desde 1953, primero por las líneas aéreas indias, y posteriormente en 1959 por la Royal Nepal Airlines Corporation (RNAC) mediante vuelos internos desde Katmandú, el eje que une a muchos pueblos y ciudades de Nepal. Poco a poco se fue extendiendo a destinos internacionales en India y otros países. Ahora Nepal cuenta con 44 aeropuertos en todo el país. El principal aeropuerto internacional es el de Katmandú y Nepal situado a unos seis kilómetros del centro de la ciudad en el valle de Katmandú.
Gestionado por la Autoridad de Aviación Civil de Nepal, el aeropuerto tiene dos terminales, una nacional y otra internacional. En la actualidad, alrededor de 22 compañías aéreas internacionales conectan Nepal con otros destinos en Asia y Oriente Medio, a ciudades como Delhi, Calcuta, Doha, Dubái, Abu Dhabi, Seúl, Hong Kong, Singapur, Bangkok, Kuala Lumpur, Daca, Islamabad, Karachi, Paro, Lhasa, Chengdú y Cantón. Una reciente ampliación de la terminal internacional ha ampliado aún más el número de vuelos. En octubre de 2009 se hizo posible volar directamente a Katmandú desde Ámsterdam con Arkefly. Regionalmente, varias compañías aéreas de Nepal como: Agni Air, Air Buda, Cosmic Air, Líneas Aéreas Gorkha, Nepal Airlines y Yeti Airlines conectan Katmandú con muchas otras ciudades importantes del país.

### Teleféricos
Los teleféricos son otro medio importante de transporte en terreno montañoso. Entre Katmandú y Hetauda, funcionó un teleférico con una longitud de 43 kilómetros, que podía llevar 25 toneladas de productos por hora, pero hubo de suspenderse debido a la capacidad de transporte deficiente y problemas de mantenimiento. Durante el período de Rana, se construyó un teleférico entre Katmandú (entonces Mathathirtha) y Dhorsing (Makawanpur) con más de 22 km de longitud, que puede transportar carga de 8 toneladas por hora. Ahora, un teleférico moderno (3,1 km de longitud) se ha construido vinculando Kurintar (en la carretera de Prthvi, cerca de Katmandú) con Manakamana, un templo famoso en el distrito de Gorkha.

## Salud
La asistencia sanitaria en Katmandú es la más desarrollada en Nepal, y la ciudad y el valle circundante acogen algunos de los mejores hospitales y clínicas del país. Hay hospitales notables como el Bir Hospital, el Instituto Universitario de Medicina Trubhuwan (Hospital Universitario), el Hospital Patan, el Hospital Modelo Katmandú, el Hospital del Ejército Tribhuwan Chandra, el B & B, el Hospital Om, Hospital Norvic y la ciudad cuenta con el apoyo de hospitales / clínicas especializadas tales como el Shahid Shukra Tropical Hospital, el Katmandú Veterinary Hospital, Nepal Eye Hospital, el Hospital infantil Kanti, el Prasuti Griha (Obstetricia y Ginecología), el hospital y centro de rehabilitación para niños discapacitados (HRDC), Gangalal Cardiología Hospital, Nepal Clínica Internacional (Viajes y Medicina de montaña centro), Centro de Neurología, el centro de rehabilitación espinal, hospital Bhaktapur Cáncer. La mayoría de los hospitales generales se encuentran en el centro de la ciudad. Aunque varias clínicas se encuentran en otras partes de distrito de Katmandú. 
El Hospital Bir es el más antiguo (y utilizado), fundado en julio de 1889 por Bir Bahadur Rana Shamsher Jang. El hospital está dirigido desde 2003 por la Academia Nacional de Ciencias Médicas, una agencia gubernamental, y cuenta con 458 camas. El hospital ofrece tratamientos médicos de alta calidad y cirugía a personas de todo el país.
El servicio de nefrología en Nepal comenzó en el Bir Hospital, aunque sólo se realizan 40 biopsias renales al año, por falta de personal formado en el campo de la medicina renal o histopatología glomerular. Las enfermedades no se pueden diagnosticar con precisión. Muchos de los pacientes de las zonas rurales vienen a este hospital para recibir tratamiento gratuito. Cada año el hospital produce postgraduados eficientes y bien formados en las diferentes materias de la medicina clínica: cirugía general, medicina interna, cirugía ortopédica, patología, etc. El hospital Bir se ha convertido en un centro de prácticas para los estudiantes que han aprobado los MBBS en China, Rusia y partes del mundo. Cientos de enfermeras de diferentes niveles, adquieren su formación en el hospital. El presupuesto anual del hospital es de unos 27 millones de rupias nepalesas (unos 4,1 millones de dólares), dos tercios de los cuales los aporta el gobierno. La falta de una financiación adecuada es siempre un problema para el funcionamiento del hospital.

## Medios
Katmandú es el centro de televisión de Nepal. Nepal Television, establecido en 1985, es el canal de televisión más antiguo y más visto en Nepal, al igual que el gobierno poseía NTV 2 Metro, Canal Nepal, Canal Imagen, TV avenidas, Kantipur Television, Sagermatha TV, Himalaya televisión y otros canales.
La sede de muchos de los medios de comunicación del país está ubicada en la ciudad, incluyendo el diario Gorkhapatra, de propiedad estatal, que es el más antiguo periódico de circulación nacional en Nepal. También se publican The Kathmandu Post, Nepali Times, Publicaciones Kantipur y su periódico Kantipur, que es el más vendido en nepalí. The Himalayan Times es el periódico de gran formato de mayor venta en lengua inglesa en Nepal. Karobar Economic Daily es el único diario económico en Nepal. También se publica el semanario Jana Aastha Nacional Weekly.
Nepal República Media, el editor de MyRepublica, entró en alianza con la publicación International Herald Tribune (IHT), la publicación de Asia Pacífico Edición del IHT en Katmandú del 20 de julio de 2011. Hay un Estado controlado Agencia Nacional de Noticias (RSS). La dirección de Internet es Nepalnews.com, que proporciona noticias en línea privadas.
Servicio de Radio de Radio Nepal, una organización estatal opera estaciones de radio nacionales y regionales. Las estaciones de radio, que están en funcionamiento son: Hits FM (Nepal) - comercial, basada en la música-HBC 94 FM - operado por Himalaya Broadcasting Company, Sagarmatha Radio - FM, público, estación comunitaria, FM Kantipur - FM comercial y de imagen. La British Broadcasting Corporation (BBC) tiene también una estación de radiodifusión FM en Katmandú.

## En la cultura general
Es levemente notable la cantidad de referencias que tiene la ciudad en las canciones del Rock de Argentina. Forma parte del nombre de la canción «Tráfico por Katmandú» del disco El Amor Después Del Amor, y «Katmandú» en Buscando un Amor (álbum). También aparece en las letras de Estallando desde el océano y «Tal vez mañana» del álbum La marca de Caín.

## Ciudades hermanadas
- Bogotá, Colombia.
- Colón, Panamá.
- Eugene, Oregón, Estados Unidos.
- Guadalajara, Jalisco, México.
- La Habana, Cuba.
- Madrid, España.
- Matsumoto, Japón.
- Pionyang, Corea del Norte.
- Rangún, Birmania.
- Xi'an, Shaanxi, China.
- Huancayo, Junín, Perú